# 中华蟹甲草
中华蟹甲草（学名：Parasenecio sinica）是菊科蟹甲草属的植物，是中国的特有植物。分布于中国大陆的河南、陕西等地，生长于海拔970米至2,000米的地区，一般生于山坡林下阴湿处及沟边林缘，目前尚未由人工引种栽培。
其种加词sinica，意为“中华的”。

## 异名
- Cacalia sinica Ling